# Macquarie-Pass-Nationalpark
Der Macquarie-Pass-Nationalpark ist ein Nationalpark im Osten des australischen Bundesstaates New South Wales, etwa 10 km westlich von Wollongong und rund 90 km südlich von Sydney. Es handelt sich dabei um das Gebiet um den Pass gleichen Namens im Verlauf des Illawarra Highway.
Der Nationalpark wurde 1970 eingerichtet und schützt verschiedene Eukalyptusarten und Regenwald. Der Pass wurde 1898 eröffnet. Er war immer und ist auch heute noch der wichtigste Zugang zur Küstenebene von Illawarra. Durch den Park verläuft in Ost-West-Richtung eine wichtige Starkstromleitung. Auf der Passhöhe gibt es zwei Picknickplätze.
Neben verschiedenen Vogelarten kann man Sumpfwallabys und Wombats im Park beobachten.

## Wanderwege
- Der Macquarie Rivulet Track ist 2 km lang und von leichtem bis mittlerem Schwierigkeitsgrad. Der neue Weg führt 30 m zu einem Parkplatz beim Picknickplatz am Bach. Ein älterer Weg führt am nördlichen Bachufer entlang. Er ist mehrere hundert Meter ganz flach, wird dann etwas steiler und führt dann über einen großen Felsblock wieder hinunter zum Bach. Man findet hier etliche Vogelarten (Dollarbird, Azure Kingfisher, Sacred Kingfisher, Golden Whistler, Yellow-throated Scrubwren, Black-faced Monarch und Rufous Fantail).
- Der Cascade Falls Walk ist ein 1 km langer, leichter Weg. Er führt am Cascade Creek unten am Macquarie Pass entlang zu einem kleinen Wasserfall. Auch hier kann man etliche Vögel beobachten (Green Catbird, Rose Robin, Red-browed Finch, Yellow-throated Scrubwren, Brown Gerygone, Lewin’s Honeyeater und Crimson Rosella). Auch Pilze findet man hier.
- Die Clover Hill Road ist ein 3,5 km langer, leichter Weg. Sie folgt einer Servicestraße zum Macquarie Rivulet und bietet mehrere Wasserfälle und einen großen Felsblock. Der Weg endet nach 3 km auf einem Parkplatz. Dann teilt er sich bei Turpentine Grove auf. Der Felsblock ist etwa 50 m hoch und der Wasserfall liegt dahinter. Auch hier gibt es wieder etliche Vogelarten zu sehen (White-throated Treecreeper, Large-billed Gerygone, Bassian Thrush, Topknot Pigeon, Brown Cuckoo-Dove, Wonga-Pigeon, King Parrot, Grey Goshawk und Levin’s Honeyeater). Des Nachts findet man auch verschiedene Eulenarten (Powerful Owl, Sooty Owl).
- Der Glenview Walk ist 2 km lang und leicht. Er führt durch Hochwald unter den Starkstromleitungen hindurch nach Osten, wo er das Parkgelände verlässt. Auch hier gibt es etliche Vogelarten (Variegated Fairy-wren, Brush Cuckoo, Fan-tailed Cuckoo, Crested Shrike-tit und Golden Bronze-cuckoo).
- Der Upper Cascade Creek Walk ist 2 km lang und mäßig schwierig.
- Der Brown Barrel Walk ist ein leichter bis mäßig schwieriger Weg, der 500 m lang ist und von Nurrewin unter den Starkstromleitungen hindurch durch Regenwald und feuchten Eukalyptuswald führt. Vogelarten: Superb Lyrebird, Pilotbird, Cicadabird, Logrunner, Rose Robin, Golden Whistler, King Parrot und Topknot Pigeon. Der Name des Wanderweges ist von einer Eukalyptusart, dem Brown Barrel (Eucalyptus fastigata) abgeleitet.
- Der Mount Murray Road Track ist ein leichter, 1,5 km langer Weg. Er folgt der Schneise der Starkstromleitung in einer Schleife. Vogelarten: Red-browed Treecreeper, Satin Flycatcher, Black-faced Monarch und Rufous Fantails, zu beobachten vom späten Frühjahr bis in den Herbst.